# Leptobrachium hendricksoni
Leptobrachium hendricksoni är en groddjursart som beskrevs av Taylor 1962. Leptobrachium hendricksoni ingår i släktet Leptobrachium och familjen Megophryidae. IUCN kategoriserar arten globalt som livskraftig. Inga underarter finns listade i Catalogue of Life.